# Luis Molowny
Luis Molowny Arbelo (12 mai 1925 – 12 februarie 2010) a fost un fotbalist și antrenor spaniol.

## Viața timpurie
Luis Molowny s-a născut în Puerto de la Cruz, Insulele Canare. El a fost fiul lui Raúl Molowny, care a jucat la CD Tenerife în anii 1920.

## Cariera
De-a lungul carierei sale de jucător el a evoluat la Tenerife (1943–1944), Marino (1944–1946), Real Madrid (1946–1957) și Las Palmas (1957–1958).

## Cariera internațională
Luis Molowny a fost selecționat de 7 ori la echipa națională de fotbal a Spaniei între 1950 și 1955, marcând 2 goluri. El făcea parte din lotul Spaniei la Campionatul Mondial de Fotbal 1950, când aceasta se clasase pe poziția a patra.

## Cariera de antrenor
Molowny a antrenat naționala Spaniei în 1969, doar în patru meciuri.
Ulterior a antrenat Real Madrid de patru ori în perioade distincte între 1974 și 1986. El a cucerit două Cupe UEFA consecutive în 1985 și 1986. Iar între 1986–1990 a activat ca director sportiv al clubului.
El împarte a doua poziție cu Leo Beenhaker, în clasamentul antrenorilor lui Real Madrid după numărul de campionate ale Spaniei câștigate, ambii având câte trei trofee la activ.

## Palmares
| Jucător Club Competiții naționale Real Madrid La Liga (3): 1953-1954 , 1954-1955 , 1956-1957 Copa del Rey (1): 1946-1947 Competiții internaționale Cupa Campionilor Europeni (2): 1955-1956 , 1956-1957 Cupa Latină 1: 1954-1955 | Antrenor Club Competiții naționale La Liga (3): 1977-1978 , 1978-1979 , 1985-1986 Copa del Rey (1): 1974-1975 Copa de la Liga (1): 1984-1985 Competiții internaționale Cupa UEFA (2): 1984-1985 , 1985-1986 |